# Драгушани (Бакау)
Драгушани (рум. Drăgușani) насеље је у Румунији у округу Бакау у општини Парава. Oпштина се налази на надморској висини од 181 m.

## Становништво
Према подацима из 2002. године у насељу је живело 936 становника, од којих су сви румунске националности.